# Брохунова, Алла Станиславовна
Алла Станиславовна Брохунова — советская спортсменка (русские и международные шашки), мастер спорта СССР. Обладатель Кубка СССР (в составе команды Вооруженных Сил). Победитель традиционного международного турнира «Розы Согдианы», проводимого под эгидой ФМЖД (Самарканд, 1984).

## Спортивная биография
Сначала играла за «Локомотив», потом — за Вооружённые Силы. 
Международные шашки:
- Обладатель X Кубка СССР 1981 года в составе команды Вооруженных Сил СССР. (Состав команды по номерам досок: А. Гантварг, А. Дыбман, Р. Лещинский, А. Брохунова, В. Габриелян, Л. Саядян, Ю. Королев, Р. Стрикис. Командный результат 17,5 очков)[2].
- Победитель международного турнира «Розы Согдианы» 1984 года (с результатом 11 очков из 13)[4].
- Серебряный призёр чемпионата СА и ВМФ (Вооруженных сил) по международным шашкам среди женщин.
- Шестикратная Чемпионка Москвы по международным шашкам среди женщин (1979, 1981, 1982, 1985, 1987, 1989).
- Шестикратная финалистка Чемпионата СССР по международным шашкам: Чемпионат СССР по международным шашкам среди женщин 1978, Чемпионат СССР по международным шашкам среди женщин 1979, Чемпионат СССР по международным шашкам среди женщин 1981, Чемпионат СССР по международным шашкам среди женщин 1982, Чемпионат СССР по международным шашкам среди женщин 1985.

Русские шашки:
- Бронзовый призёр чемпионата Москвы по русским шашкам среди женщин[7].
- Чемпионка СССР по русским шашкам среди девушек (Х Первенство СССР по русским шашкам среди девушек, 1975, Тула)[8][9].

- Золотая медаль Чемпионата Москвы, СССР[7]
- Бронзовая медаль Чемпионата Москвы, СССР[7]

## Значимые победы
На Чемпионате СССР (Минск, 1981) Брохунова выиграла у чемпионки мира Елены Альтштуль, проведя красивую комбинацию. Фрагмент партии Альтшуль-Брохунова был опубликован в журнале «Шашки» № 12 за 1978 г. с комментариями мастера спорта В. Звирбулиса.
В международном турнире «Розы Согдианы» 1984 года Брохунова победила, опередив четырёхкратную чемпионку мира Елену Михайловскую и двухратную чемпионку Латвии Зою Увачан.
Партии Брохунова—Панфилова (белые победили, поймав соперницу в блестящую ловушку), Брохунова-Шаус (победа белых), Брохунова-Альтштуль (неожиданная, красивая игра, закончившаяся ничьей) и ряд других партий Брохуновой опубликованы в книге Н. В. Полянской «Кудесницы шашек».